# Toompea

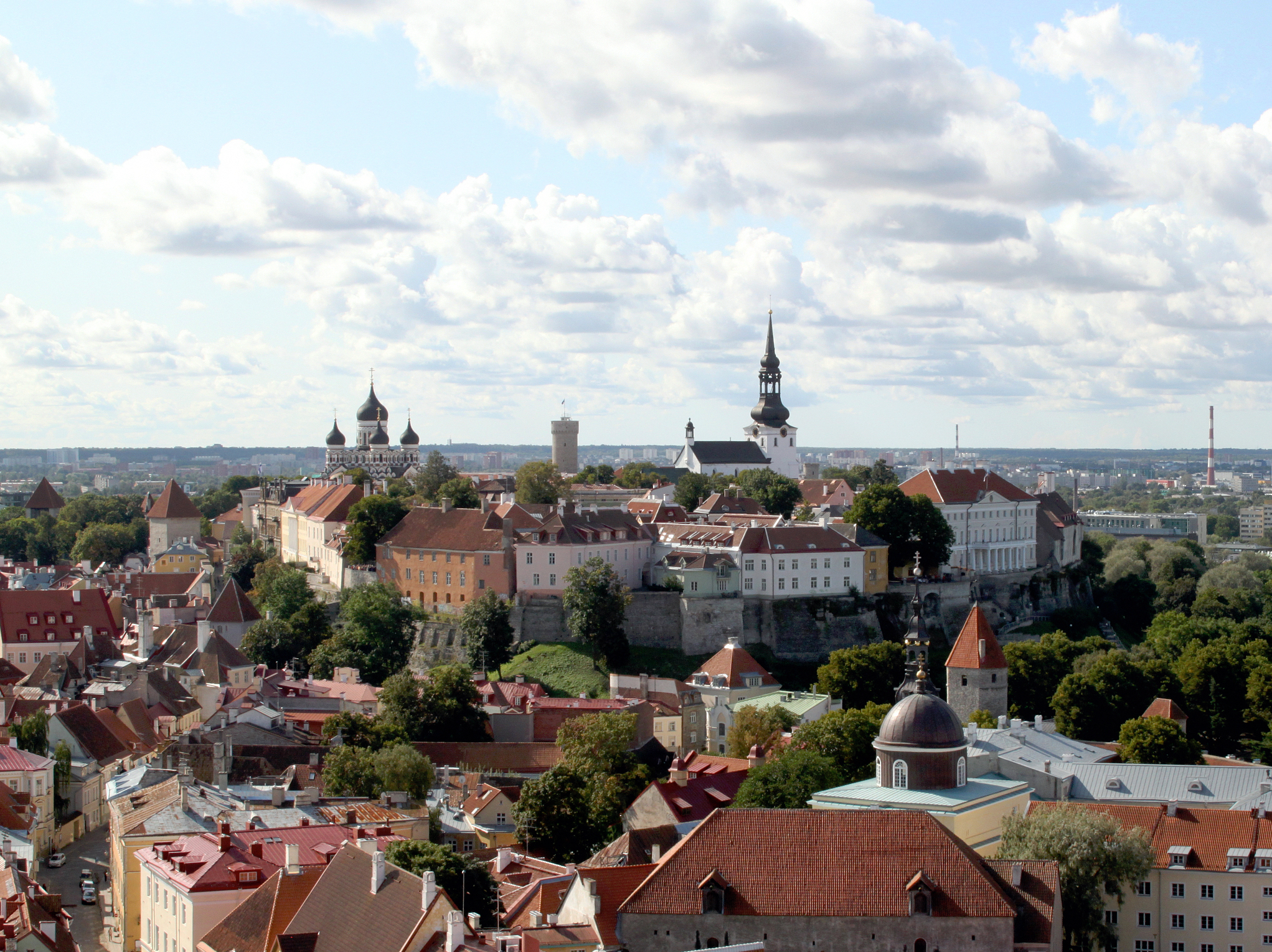
Toompea

Toompea of Domberg is een heuvel van kalksteen in het centrum van Tallinn, de hoofdstad van Estland. De oppervlakte van de verhoging is ongeveer 7 hectare. De gebouwen liggen ongeveer 20-30 meter hoger dan de omliggende gebouwen. Volgens de mythologie zou dit de grafheuvel van Kalev zijn, de vader van de held Kalevipoeg in het gelijknamige nationale epos van Estland.
Het parlement van Estland (Riigikogu) ligt op de heuvel, en is onderdeel van het kasteel Castrum Danorum.
In 1684 brak er een grote brand uit op de heuvel, die veel gebouwen heeft verwoest. De dom van Tallinn bleef gespaard.
Toompea is het hooggelegen deel van Vanalinn, de oude binnenstad van Tallinn. Karakteristieke gebouwen naast Castrum Danorum en de domkerk zijn de Russisch-orthodoxe Alexander Nevski-kathedraal en het Stenbockhuis, de zetel van de Estlandse regering.
- Library of Congress Control Number: no90007368
- Nationale Bibliotheek van Israël: 987007540115105171
- Virtual International Authority File: 133971309